# Душан Вујовић (народни херој)
Душан Вујовић (Луково, код Никшића, 20. мај 1909 — околина Невесиња, април 1943) био је учесник Народноослободилачке борбе и народни херој Југославије.

## Биографија
Рођен је 20. маја 1909. године у селу Лукову, код Никшића. Потицао је из сиромашне земљорадничке породице. Школовао се у Никшићу и у Пљевљима, а након тога је студирао на Правном факултету у Београду. Због лошег материјалног стања, није могао да студира, па је завршио Финансијску школу и запослио се у Бијелом Пољу.
Учествовао је у Тринаестојулском устанку 1941. године, у коме се истакао у борбама са италијанским окупаторским снагама у околини Никшића. Након слома устанка остао је привржен Народноослободилачком покрету (НОП) и био један од бораца Ударног батаљона Никшићког партизанског одреда. Као добровољац је у марту 1942. године са Ударним батаљоном је дошао у Васојевиће, где су се појавиле четничке јединице. Био је тада заменик командира чете и у борбама у Морачи је направио подвиг — као пушкомитраљезац је омогућио борцима Ударног батаљона да се без већих губитака пребаце преко кањона Мораче. Он је први по великој хладноћи пробио лед на Морачи, препливао реку и заузео положај с кога је ватром из пушкомитраљеза обеубедио борцима батаљона да се пребаце на другу обалу реку. За истицање у борби, тих дана је био примљен у чланство Комунистичке партије Југославије (КПЈ).
Када је јуна 1942. године формирана Пета пролетерска црногорска ударна бригада, Душан је постао заменик командира у једној чети. Учествовао је у борбама које је ова бригада водила током похода пролетерских бригада у Босанску крајину и истицао се као бомбаш. У борбама за ослобођење Јајца, предводио је групу бомбаша, а то је чинио и приликом битке за Прозор, фебруара 1943. године. У време битке за рањенике на Неретви, италијанске снаге су браниле Прозор, али су га партизани заузели у жестоким борбама. Тада је убијено и заробљено доста италијснких војника и официра, а заробљена велика количина наоружања и муниције. За показану храброст приликом борби за Прозор, Штаб Пете пролетерске бригаде је јавно похвалио Душана Вујовића.
Након битке на Неретви, Пета пролетерска бригада је учествовала у гоњењу четничких снага и извршила напад на Невесиње. Приликом напада на град, Душан је поново предводио групу бомбаша, али је био тешко рањен. Био је пренет у Централну болницу, где је као тешки рањеник у душевном растројству, извршио самоубиство априла 1943. године.
Указом председника Федеративне Народне Републике Југославије Јосипа Броза Тита, 27. новембра 1953. године, проглашен је за народног хероја.
У НОБ-у су учествовали и погинули и остали чланови његове породице: отац Марко, браћа Томаш, Радован и Никола и сестра Нада.